# Mount Queen Bess
Mount Queen Bess je hora v pohoří Pacific Ranges na jihu Britské Kolumbie. Leží západně od jezera Chilko a jižně od Tatlayoko. Dosahuje výšky 3298 m n. m. (prominence je 2355 m). Svůj název dostala podle královny Alžběty I. Prvovýstup na ní provedl český cestovatel Leoš Šimánek.